# Мухув
Мухув (пол. Muchów, нім. Mochau) — село в Польщі, у гміні Менцинка Яворського повіту Нижньосілезького воєводства.
Населення — 168 осіб (2011).
У 1975-1998 роках село належало до Легницького воєводства.

## Демографія
Демографічна структура станом на 31 березня 2011 року:
|          | Загалом | Допрацездатний вік | Працездатний вік | Постпрацездатний вік |
| -------- | ------- | ------------------ | ---------------- | -------------------- |
| Чоловіки | 83      | 22                 | 58               | 3                    |
| Жінки    | 85      | 15                 | 49               | 21                   |
| Разом    | 168     | 37                 | 107              | 24                   |